# Cong tian er jiang
Cong tian er jiang (chinês simplificado: 从天儿降) (também conhecido como The Baby from the Universe e Children Fallen from the Skies) é um filme de comédia romântica e ficção científica dirigido por Leste Chen e produzido por Zhang Ziyi. O filme é estrelado por Chen Xuedong, Zhang Yixing, Coco Jiang Wen e Li Xiaolu.

## Enredo
O filme conta a história de um casal que orou fervorosamente por uma bênção. Em resposta a seu sério pedido, os céus deram-lhes um filho. A partir de então, a nova família atravessa os caminhos felizes e tristes da vida.

## Elenco
- Chen Xuedong como Chen Mo
- Zhang Yixing como Le Yi[3]
- Coco Jiang Wen como Mo Han
- Li Xiaolu como Lu Miga
- Zhang Ziyi como Auntie

## Trilha sonora
| Título        | Ano  | Melhores posições nas paradas | Melhores posições nas paradas | Interprete(s)                         |
| Título        | Ano  | CHN Baidu Chart               | CHN Billboard V Chart         | Interprete(s)                         |
| ------------- | ---- | ----------------------------- | ----------------------------- | ------------------------------------- |
| "Happy Youth" | 2015 | 8                             | 8                             | Zhang Yixing Coco Jiang Wen Li Xiaolu |

## Prêmios e indicações
| Ano  | Prêmio                        | Categoria               | Beneficiário | Resultado |
| ---- | ----------------------------- | ----------------------- | ------------ | --------- |
| 2016 | 18th Huading Awards           | Best New Actor          | Zhang Yixing | Indicado  |
| 2016 | 16th Top Chinese Music Awards | Most Popular Movie Idol | Zhang Yixing | Indicado  |